# أمينو إيثيل إيثانولامين

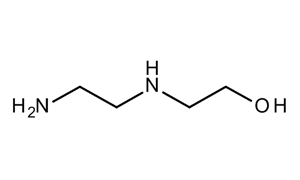
أمينو إيثيل إيثانول أمين

هو مركب عضوي قاعدي، له الصيغة الجزيئية {\displaystyle {\ce {C4H12N2O}}} يستخدم في تصنيع الوقود ومضافات الزيت والعوامل المخلبية والمواد الخافضة للتوتر السطحي.

## الخطورة
تعتبر مادة أمينو إيثيل إيثانول أمين مادة شديدة الخطورة وقد تتسبب بـ:
- حروق جلدية شديدة.
- تلف للعين.
- تأثيرات على الأجنة.
- بعض الدراسات تشير إلى أنها قد تؤثر على الخصوبة.

## الإسعافات الأولية

### العيون
- افحص المصاب أولاً، ابحث عن العدسات اللاصقة وقم بإزالتها إن وجدت.
- ثم اغسل عيون المريض بالماء أو بمحلول ملحي عادي لمدة 20 إلى 30 دقيقة وقم بالاتصال بالمستشفى أو مركز مراقبة السموم في نفس الوقت.
- لا تضع أي مراهم أو زيوت أو دواء في عين المصاب بدون تعليمات محددة من الطبيب.
- انقل المصاب على الفور بعد غسل عينيه إلى المستشفى حتى لو لم تظهر أي أعراض (مثل الاحمرار أو التهيج).

### الجلد
- على الفور اغمر الجلد المصاب بالماء مع إزالة وعزل جميع الملابس الملوثة.
- اغسل جميع مناطق الجلد المصابة جيدًا بالماء والصابون.
- إذا ظهرت أعراض مثل الاحمرار أو التهيج.
- اتصل بالطبيب فورًا وكن مستعدًا لنقل المصاب إلى المستشفى لتلقي العلاج.

### الاستنشاق
- اترك المنطقة الملوثة على الفور.
- خذ نفسًا عميقًا من الهواء النقي.
- إذا ظهرت أعراض (مثل الأزيز أو السعال أو ضيق التنفس أو حرق في الفم أو الحلق أو الصدر) ، فاتصل بالطبيب وكن مستعدًا لنقل المصاب إلى المستشفى.
- توفير حماية الجهاز التنفسي المناسبة للمنقذين الذين يدخلون جوًا غير معروف.
- يجب استخدام أجهزة التنفس الذاتي (SCBA) كلما أمكن ذلك، إذا لم يكن ذلك متاحًا فاستخدم مستوى حماية أكبر من أو يساوي المستوى المنصوص عليه في الملابس الواقية.

### الابتلاع
- لا تسبب القيء.
- إذا كان المصاب واعيًا ولا يتشنج.
- أعطه كوبًا أو كوبين من الماء لتخفيف المادة الكيميائية واتصل على الفور بالمستشفى أو مركز مكافحة السموم.
- كن مستعدًا لنقل المصاب إلى المستشفى إذا نصح بذلك الطبيب.
- إذا كان المصاب متشنجًا أو فاقدًا للوعي، فلا تعطه أي شيء عن طريق الفم، وتأكد من أن مجرى الهواء مفتوحًا وضع المصاب على جانبه ورأسه على مستوى منخفض عن مستوى الجسم.
- لا تقم بتحريض القيء.
- انقل المصاب على الفور إلى المستشفى.

## ملف التفاعل
أمينو إيثيل إيثانول أمين هو أمين وكحول. الأمينات هي قواعد كيميائية، تعمل على تحييد الأحماض لتشكيل الأملاح بالإضافة إلى الماء. هذه التفاعلات الحمضية القاعدية طاردة للحرارة. كمية الحرارة التي تتطور لكل مول أمين في معادلة مستقلة إلى حد كبير عن قوة الأمين كقاعدة. قد تكون الأمينات غير متوافقة مع الأيزوسيانات، والمواد العضوية المهلجنة، والبيروكسيدات، والفينولات (الحمضية)، والإيبوكسيدات، والأنهيدريدات، والهاليدات الحمضية.
يتم توليد الهيدروجين الغازي القابل للاشتعال بواسطة الأمينات بالاشتراك مع عوامل الاختزال القوية، مثل الهيدريدات.